# Mendelevio
El mendelevio es un elemento de la tabla periódica cuyo símbolo es Md (anteriormente Mv) y su número atómico es 101. El nombre de este elemento proviene del creador de la tabla periódica de los elementos: Dmitri Mendeléyev (1834-1907).

## Descubrimiento del mendelevio
El mendelevio es el noveno elemento transuránido descubierto de la serie de los actínidos. Lo identificaron Albert Ghiorso, Bernard G. Harvey, Gregory R. Choppin, Stanley G. Thompson y Glenn T. Seaborg el 19 de febrero de 1955 mediante el bombardeo del isótopo einstenio-253 con iones helio en el ciclotrón de 60 pulgadas de la Universidad de California en Berkeley. El isótopo producido fue el 256-Md (vida media de 76 minutos).
El isótopo 258-Md (55 días) se ha obtenido por bombardeo de un isótopo del einstenio con iones helio. Este isótopo es el que se utiliza para estudiar las propiedades químicas y físicas. En solución acuosa parece adoptar los números de oxidación (III) (característico de los actínidos).

## Características

### Físicas

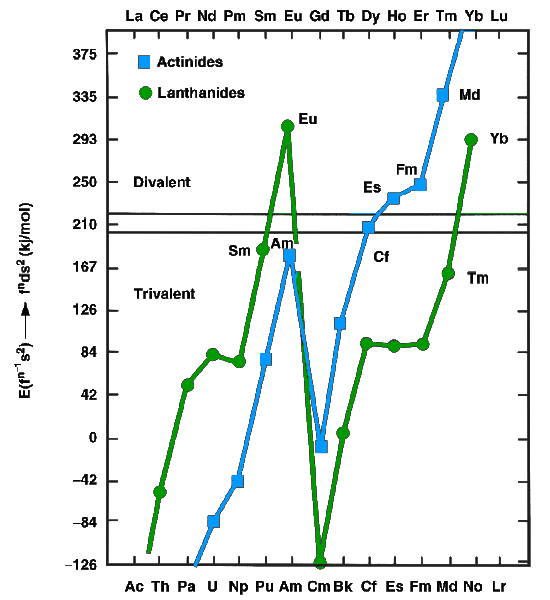
Energía requerida para promover un electrón f al subesqueleto d para los lantánidos y actínidos del bloque f. Por encima de unos 210 kJ/mol, esta energía es demasiado alta para ser proporcionada por la mayor energía cristalina del estado trivalente y, por tanto, el einsteinio, el fermio y el mendelevio forman metales bivalentes como los lantánidos europio e iterbio. (También se espera que el nobelio forme un metal bivalente, pero esto aún no se ha confirmado.)

En la tabla periódica, el mendelevio se encuentra a la derecha del actínido fermio, a la izquierda del actínido nobelio, y por debajo del lantánido tulio. El metal mendelevio aún no se ha preparado en cantidades a granel, y su preparación a granel es actualmente imposible. No obstante, se han realizado una serie de predicciones y algunos resultados experimentales preliminares sobre sus propiedades.
Los lantánidos y actínidos, en estado metálico, pueden existir como metales bivalentes (como el europio y el iterbio) o trivalentes (la mayoría de los otros lantánidos). Los primeros tienen configuraciones fns2, mientras que los últimos tienen fn−1d 1s2 configuraciones. En 1975, Johansson y Rosengren examinaron los valores medidos y predichos para las energías cohesivas (entalpías de cristalización) de los lantánidos y actínidos metálicos , tanto como metales bivalentes como trivalentes. La conclusión fue que el aumento de la energía de enlace de la configuración [Rn]5f126d17s2 sobre la configuración [Rn]5f La configuración 137s2 para el mendelevio no fue suficiente para compensar la energía necesaria para promover un electrón 5f a 6d, como también ocurre con los actínidos muy tardíos: por lo que se esperaba que el einsteinio, el fermio, el mendelevio y el nobelio fueran metales bivalentes. El creciente predominio del estado bivalente mucho antes de que concluya la serie de los actínidos se atribuye a la estabilización de los electrones 5f relativista , que aumenta con el incremento del número atómico. Los estudios de termocromatografía con cantidades traza de mendelevio realizados por Zvara y Hübener entre 1976 y 1982 confirmaron esta predicción. En 1990, Haire y Gibson estimaron que el mendelevio metálico tenía una entalpía de sublimación entre 134 y 142 kJ/mol. El mendelevio metálico bivalente debería tener un radio metálico de alrededor de 194±10 p. m.}}. Al igual que los otros actínidos tardíos bivalentes (excepto el lawrencio una vez más trivalente), el mendelevio metálico debería asumir una estructura cristalina cúbica centrada en las caras.  El punto de fusión del mendelevio se ha estimado en 827 °C, el mismo valor previsto para el elemento vecino nobelio. Su densidad ha sido predicha alrededor de 10.3±0.7 g/cm3.

### Químicas
La química del mendelevio se conoce principalmente solo en solución, en la que puede tomar los estados de oxidación +3 o +2. También se ha informado del estado +1, pero aún no se ha confirmado.
Antes del descubrimiento del mendelevio, Seaborg y Katz predijeron que debería ser predominantemente trivalente en solución acuosa y, por lo tanto, debería comportarse de manera similar a otros lantánidos y actínidos tripositivos. Después de la síntesis de mendelevio en 1955, estas predicciones se confirmaron, primero en la observación en su descubrimiento de que eluía justo después del fermio en la secuencia de elución de actínidos trivalentes de una columna de resina de intercambio catiónico, y luego la 1967 observación de que el mendelevio podría formar hidróxidos insolubles y fluoruros que coprecipitaban con sales de lantánidos trivalentes. Los estudios de intercambio de cationes y extracción con solvente llevaron a la conclusión de que el mendelevio era un actínido trivalente con un radio iónico algo más pequeño que el del actínido anterior, el fermio. El mendelevio puede formar complejos de coordinación con ácido 1,2-ciclohexanodinitrilotetraacético (DCTA).
En condiciones reductoras, el mendelevio(III) se puede reducir fácilmente a mendelevio(II), que es estable en solución acuosa. El potencial de reducción estándar del par E°(Md3+→Md2+) se estimó de diversas formas en 1967 como −0. 10 V o −0,20 V: experimentos posteriores de 2013 establecieron el valor como −0,16±0,05 V. 
En comparación, E°(Md3+→Md0) debería estar alrededor de −1.74 V, y E°(Md2+→Md0) debe estar alrededor de −2.5 V. Se ha comparado el comportamiento de elución del mendelevio(II) con el del estroncio(II) y el europio(II).
En 1973, se informó que el mendelevio (I) había sido producido por científicos rusos, quienes lo obtuvieron al reducir los estados de oxidación más altos del mendelevio con samario (II). Se encontró que era estable en agua neutra–etanol solución y ser homólogo al cesio(I). Sin embargo, experimentos posteriores no encontraron evidencia de mendelevio (I) y encontraron que el mendelevio se comportaba como elementos divalentes cuando se reducía, no como los metales alcalinos monovalentes. No obstante, el equipo ruso realizó más estudios sobre la termodinámica de la cocristalización del mendelevio con cloruros de metales alcalinos y concluyó que el mendelevio(I) se había formado y podía formar mezclas cristales con elementos divalentes, cocristalizando así con ellos. El estado del estado de oxidación +1 aún es tentativo.
El potencial de electrodo E°(Md4+→Md3+) se predijo en 1975 en +5,4 V; los experimentos de 1967 con el agente oxidante fuerte bismutato de sodio no pudieron oxidar el mendelevio (III) a mendelevio (IV).

## Producción y aislamiento
Los isótopos más ligeros (244Md a 247Md) se producen principalmente a través del bombardeo de objetivos bismuto con iones pesados argón, mientras que los ligeramente más pesados ( 248Md a 253Md) se producen bombardeando plutonio y americio objetivos con iones de carbono y nitrógeno . Los isótopos más importantes y más estables están en el rango de 254Md a 258Md y se producen mediante el bombardeo de einstenio con partículas alfa: einstenio-253, Se pueden utilizar -254 y -255. 259Md se produce como un hijo de 259No, y 260Md puede ser producido en una reacción de transferencia entre einstenio-254 y oxígeno-18. Por lo general, el isótopo 256Md más utilizado se produce al bombardear einstenio-253 o -254 con partículas alfa: se prefiere einstenio-254 cuando está disponible porque tiene una vida media más larga y, por lo tanto, se puede utilizar como objetivo durante más tiempo. Utilizando las cantidades disponibles en microgramos de einstenio, se pueden producir femtogramos cantidades de mendelevio-256.
El momentp de retroceso  de los átomos de mendelevio-256 producidos se utiliza para alejarlos físicamente del objetivo de einstenio del que se producen, llevándolos a una lámina delgada de metal (generalmente berilio,  aluminio, platino, o oro) justo detrás del objetivo en el vacío. Esto elimina la necesidad de una separación química inmediata, que es costosa y evita la reutilización del costoso blanco de einsteinio. Los átomos de mendelevio quedan entonces atrapados en una atmósfera de gas (frecuentemente helio), y un chorro de gas procedente de una pequeña abertura en la cámara de reacción transporta el mendelevio. Utilizando un largo tubo capilar, e incluyendo aerosoles de cloruro de potasio en el gas de helio, los átomos de mendelevio pueden ser transportados a lo largo de decenas de metros para ser analizados químicamente y determinar su cantidad. A continuación, el mendelevio puede separarse del material de la lámina y de otros productos de fisión aplicando ácido a la lámina y luego coprecipitación del mendelevio con fluoruro de lantano, y luego utilizando una columna de resina de intercambio catiónico con una solución de etanol al 10% saturado de ácido clorhídrico, que actúa como eluyente. Sin embargo, si la lámina es de oro y lo suficientemente fina, basta con disolver el oro en agua regia antes de separar los actínidos trivalentes del oro mediante intercambio aniónico. cromatografía, siendo el eluyente ácido clorhídrico 6 M 
Finalmente, el mendelevio puede separarse de los demás actínidos trivalentes utilizando una elución selectiva desde una columna de resina de intercambio catiónico, siendo el eluyente el amoníaco α-HIB. El uso del método de chorro de gas a menudo hace innecesarios los dos primeros pasos. El procedimiento anterior es el más utilizado para la separación de los elementos del transeinsteinio.
Otra forma posible de separar los actínidos trivalentes es a través de la cromatografía de extracción con disolventes utilizando ácido bis-(2-etilhexilo) fosfórico (abreviado como HDEHP) como fase orgánica estacionaria y ácido nítrico como fase acuosa móvil. La secuencia de elución de los actínidos se invierte con respecto a la de la columna de resina de intercambio catiónico, de modo que los actínidos más pesados eluyen más tarde. El mendelevio separado por este método tiene la ventaja de estar libre de agente complejante orgánico en comparación con la columna de resina; la desventaja es que el mendelevio eluye entonces muy tarde en la secuencia de elución, después del fermio.
Otro método para aislar mendelevio aprovecha las distintas propiedades de elución de Md2+ de las de Es3+ y Fm3+. Los pasos iniciales son los mismos que los anteriores y emplea HDEHP para la cromatografía de extracción, pero coprecipita el mendelevio con fluoruro de terbio en lugar de fluoruro de lantano. Luego, se añaden 50 mg de cromo al mendelevio para reducirlo al estado +2 en ácido clorhídrico 0,1 M con zinc o mercurio. Luego continúa la extracción con solvente, y mientras los lantánidos y actínidos trivalentes y tetravalentes permanecen en la columna, el mendelevio (II) no lo hace y permanece en el ácido clorhídrico. Luego se reoxida al estado +3 usando peróxido de hidrógeno y luego se aísla por elución selectiva con ácido clorhídrico 2 M (para eliminar impurezas, incluido el cromo) y finalmente ácido clorhídrico 6 M (para eliminar el mendelevio ). También es posible utilizar una columna de cationita y amalgama de zinc, utilizando como eluyente ácido clorhídrico 1 M reduciendo Md(III) a Md(II) donde se comporta como metales alcalinotérreos. El aislamiento químico termocromatográfico podría lograrse utilizando el mendelevio volátil hexafluoroacetilacetonato: el compuesto análogo de fermio también se conoce y también es volátil.